# Pnoepyga immaculata
Pnoepyga immaculata е вид птица от семейство Pnoepygidae.

## Разпространение
Видът е разпространен в Индия и Непал.